# 弗萊巴赫河
50°58′07″N 7°00′03″E / 50.96870777°N 7.00073451°E

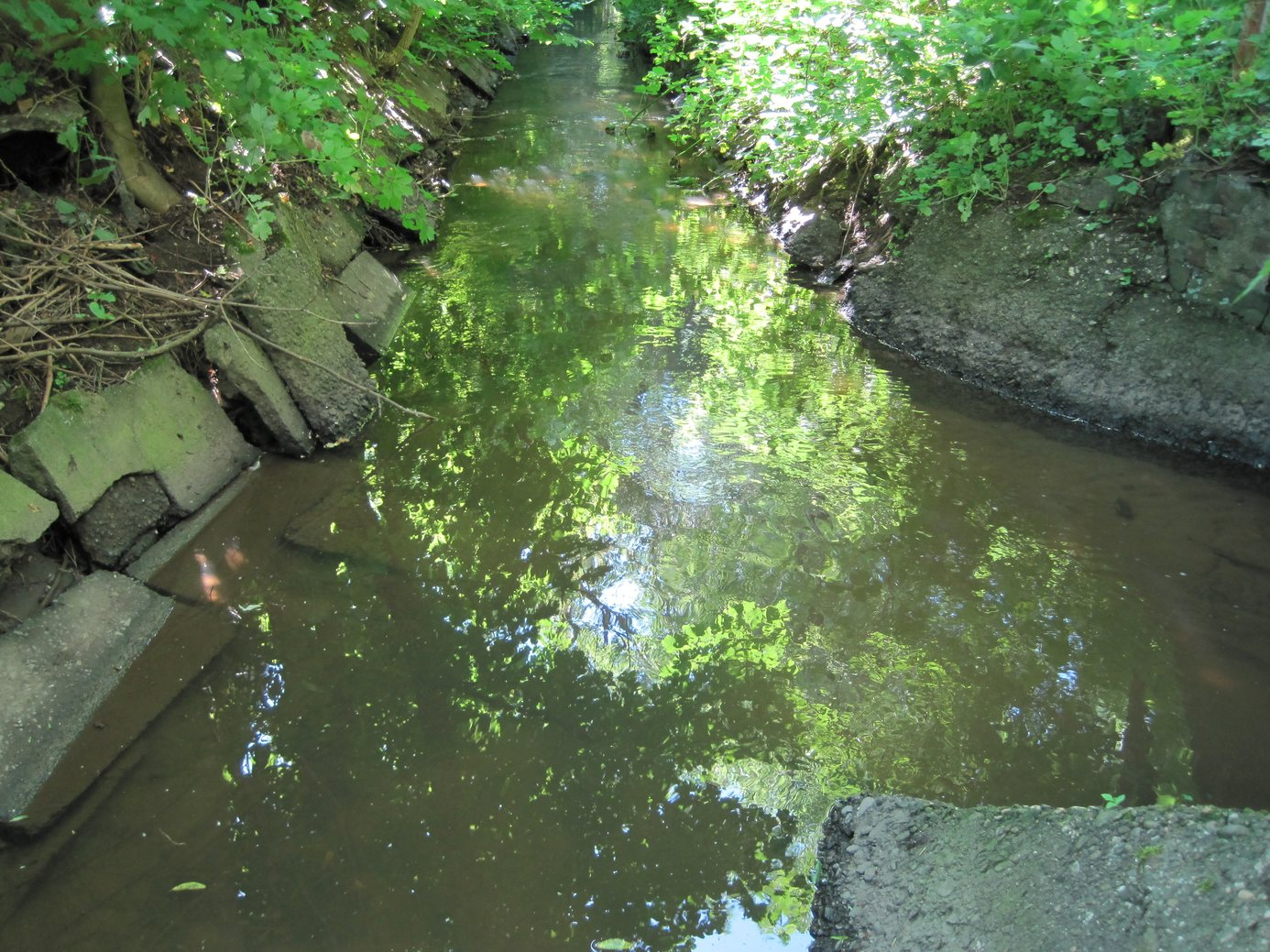

弗萊巴赫河（德語：Flehbach），是德國的河流，位於該國西部，流經北萊茵-威斯特法倫州，屬於萊茵河的右支流，河道全長16.9公里，流域面積76.8平方公里。